# Deessa de cames de serp
La Deessa de cames de serp és un personatge de la religió escita que representa la mare original dels escites. S'anomena així perquè les diverses representacions que han arribat fins avui la mostren com una deessa amb serps en lloc de cames.
La Deessa de cames de serp i el seu paper com a mare primigènia dels escites tenia un origen molt antic i anterior als contactes dels escites amb les religions mediterrànies, que van influir en el culte de la gran deessa Argimpasa, amb qui la deessa de les cames de serp estava associada. La seva figura es podia haver originat a partir d'una antiga tradició iraniana.
Les serps que formaven les seves extremitats creixien des de les espatlles. La Deessa de cames de serp també estava relacionada amb el monstre ctònic Zahhak de la tradició indoirànica, amb serps que li creixien de cada espatlla, i que també apareix al zoroastrisme.
El poeta grec Hesíode podria haver esmentat la deessa amb potes de serp a la Teogonia, on la va assimilar a la monstruosa figura d'Equidna de la mitologia grega. Hesíode explica que Equidna era una serp-nimfa i vivia en una cova lluny de qualsevol terra habitada. El déu Targī̆tavah, assimilat a Hèracles, va matar dos dels seus fills, la hidra de Lerna i el Lleó de Nèmea. Hèracles era un destructor dels mals i propiciador de l'assentament d'humans en un lloc on abans només hi havia destrucció.
La deessa de cames de serp és coneguda per les diverses narracions grecoromanes del mite genealògic escita, on s'explica que s'uneix amb el déu Targī̆tavah per convertir-se en la mare dels primers avantpassats dels escites, que van ser també els seus reis, Lipoxais, Colaxais i Arpoxais.
Aquesta deessa escita es considerava una avantpassat primordial de la humanitat, i estava associada al principi vivificador, però també tenia una naturalesa ctònica, i les seves representacions es troben en tombes escites. Aquest paper d'antecessora dels escites anava associada amb el culte dels avantpassats. Com a controladora del cicle vital, també donava la vida eterna al difunt.
La deessa de cames de serp també era una deessa de la vegetació i de l'Arbre de la Vida, i una Pótnia Theron, 'Senyora dels animals', com ho demostra la presència de felins a prop d'ella en l'art escita i en els Bronzes del Lorestan.